# Ordu Kabul FC
El Ordu Kabul FC es un equipo de fútbol de Afganistán que actualmente se encuentra inactivo.

## Historia
Fue fundado en el año 1976 en la capital Kabul, aunque fue hasta finales de la década de los años 1980s que llegaron a jugar en la desaparecida Liga Premier de Kabul, la anterior primera división de Afganistán.
Fue entrando al siglo XXI que tuvieron sus mejores años, en donde salieron campeones de la Liga Premier de Kabul en 4 ocasiones consecutivas, pero el club ha estado inactivo desde la cancelación de la liga.

## Palmarés
- Liga Premier de Kabul: 4

2004, 2005, 2006, 2007